# Sydney Jacob
Sydney Jacob (Kasauli, 28 ottobre 1879 – Woldingham, 14 febbraio 1977) è stato un tennista indiano naturalizzato inglese.

## Carriera
Nella Coppa Davis 1921 fa parte della prima squadra indiana a vincere un turno, grazie al 4-1 sulla Francia.
Nel 1925 gioca l'ultimo match di Coppa Davis con il 4 a 0 sull'Austria, in totale ha vinto 7 incontri e ne ha persi 4 rappresentando la sua nazione.
Nel 1924 partecipa ai Giochi Olimpici di Parigi e in singolare si ferma ai quarti di finale, sconfitto da Jean Borotra, nel doppio maschile partecipa insieme a Mohammed Sleem ma non riescono a superare il primo turno contro Watty Washburn e Dick Williams. Durante queste olimpiadi è stato il tennista più vecchio a partecipare, all'età di 44 anni e 260 giorni..
Dal 1923 al 1928 partecipa a 5 edizioni di Wimbledon raggiungendo i quarti di finale nel 1925, con questo risultato è diventato il primo indiano a raggiungere i quarti di finale nel torneo londinese.
Un altro importante risultato lo raggiunge agli Internazionali di Francia 1925 dove, nella prima edizione aperta anche ai tennisti non francesi, riesce a raggiungere la semifinale ma viene sconfitto da René Lacoste che poi vincerà il torneo.